# Vườn quốc gia Tomaree
Vườn quốc gia Tomaree là một vườn quốc gia ở bang New South Wales, Úc, cách thành phố Sydney 145–155 km về phía đông bắc, trong khu Port Stephens của Khu vực chính phủ địa phương.
Vườn này rộng 23,18 km², nằm ở bờ Biển Tasman, trải dài từ Fishermans Bay tới Shoal Bay đi qua Boat Harbour, One Mile, Nelson Bay và Fingal Bay.
Phần lớn các nơi vào vườn quốc gia Tomaree đều có các tấm biển chỉ dẫn của Cơ quan quản lý National Parks and Wildlife Service của bang New South Wales, cho biết các hoạt động bị cấm trong vườn. 

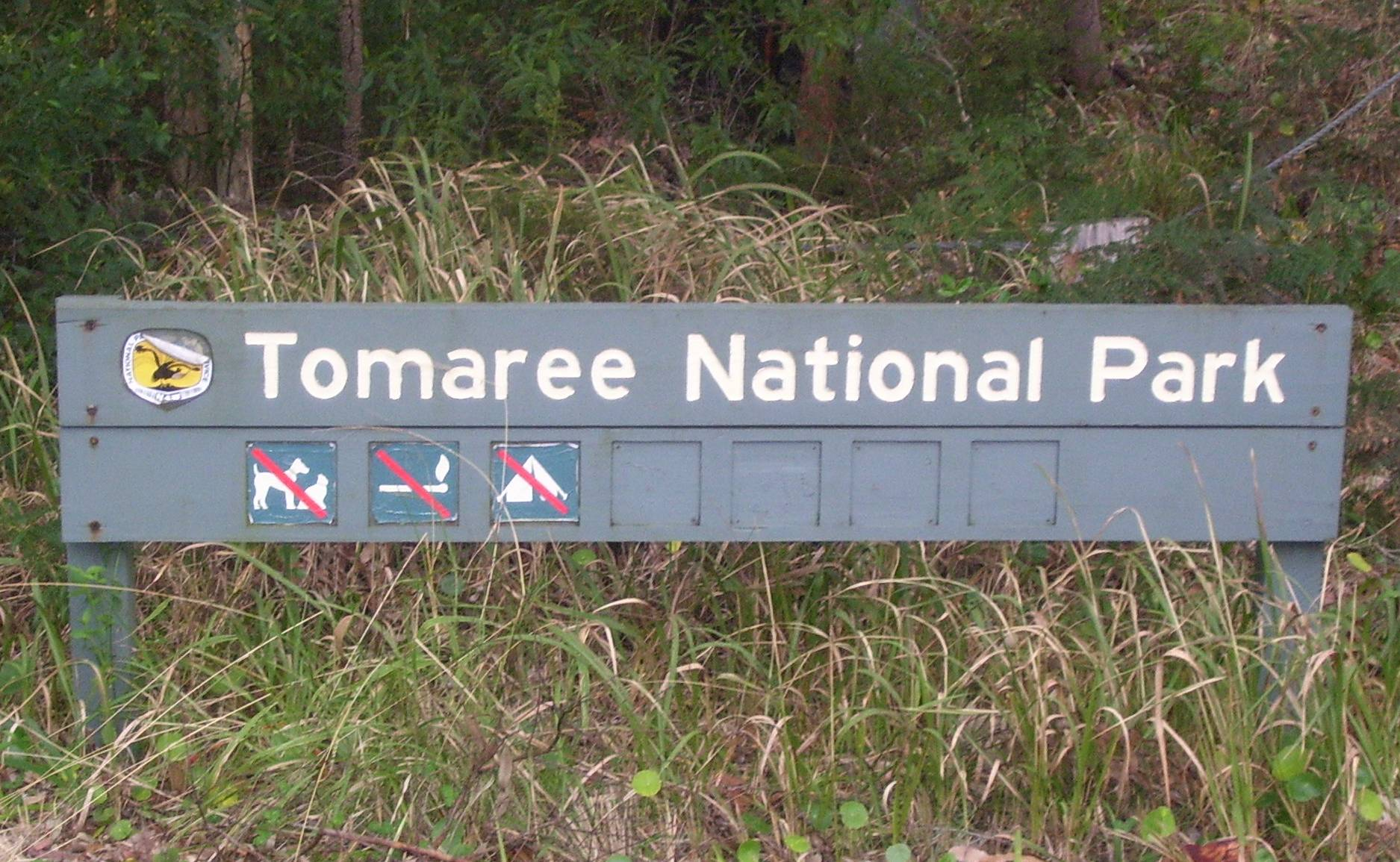
Một tấm biển chỉ dẫn của Cơ quan quản lý National Parks and Wildlife Service.